# Къща на Бунарджиеви
Къщата на Бунарджиеви се намира на улица „Цар Иван Шишман“ № 85 в Стара Загора.
Построена е през 1910 г. за семейството на търговеца полк. Михаил Бунарджиев. На 18 – 20 декември 1938 г. в нея е проведено тържественото литературно четене на стиховете на поета Кирил Христов. Къщата се състои от елементи на псевдоготиката с ъглова кула с купол. Резбовани конзоли поддържат начупената стреха, а на гипсови конзоли е изнесен еркерът на кулата. След 1946 г. е национализирана. В нея се помещава Регионална инспекция по околната среда и водите – Стара Загора. Боядисана е в синьо. По-късно, след реституирането ѝ, е собственост на „Топливо“ АД. Къщата е реставрирана и е възстановен оригиналният ѝ цвят на фасадата.